# Добромиль
Добро́миль (укр. Добро́миль) — город в Самборском районе Львовской области Украины. Административный центр Добромильской городской общины.

## Географическое положение
Находится у подножия Украинских Карпат, на реке Вырва.

## История
Первое упоминание о Добромиле как о селе относится к 1374 году, когда опольский (силезский) князь Владислав Опольчик передал роду Гербуртов владения вдоль рек Вырва и Стрвяжа, среди которых был и Добромиль. В записях, хранившихся в добромильском костёле, имелось предание о том, что первый посёлок на территории города был основан в XII веке придворным перемышльского князя Вышем, по имени которого он получил название Вышина, а позднее был переименован в Гучок. Последнее название бытует и ныне как наименование части Добромиля.
Около 1450 года львовский ловчий Николай Гербурт начал строительство деревянного замка, руины которого на Слепой горе сохранились до настоящего времени.
В 1497 году Добромиль разорили татары. Большинство построек было уничтожено, сгорел и замок на Слепой горе. В том же году, по просьбе тогдашнего владельца села Андрея Гербурта, король Ян I Ольбрахт предоставил жителям ряд льгот для оживления торговли и ремёсел и позволил проводить в нём ярмарки. А.Гербурт, всячески поощрял переселенцев-ремесленников, а для переселения ремесленников-католиков построил костёл.
28 июня 1566 года король Сигизмунд II Август за военные заслуги львовского каштеляна Станислава Гербурта предоставляет Добромилю статус города и Магдебургское право. Возникли цехи. Город был обнесён каменной стеной, рвом и частоколом.
В 1611 году Ян Щасный Гербурт основал в Добромиле типографию.
В 1622 году Добромиль переходит к Конецпольским, а в 1722 году входит в состав Австрийской империи. В 1871 году вблизи города прокладывают железную дорогу, появляются спичечная фабрика, мыловарня, стеклозавод, лесопильный и пивоваренный заводы. В 1876 году Добромиль становится уездным городом и остается таковым при переходе в польские владения.
Около 1700 года в городе была составлена Добромильская летопись.

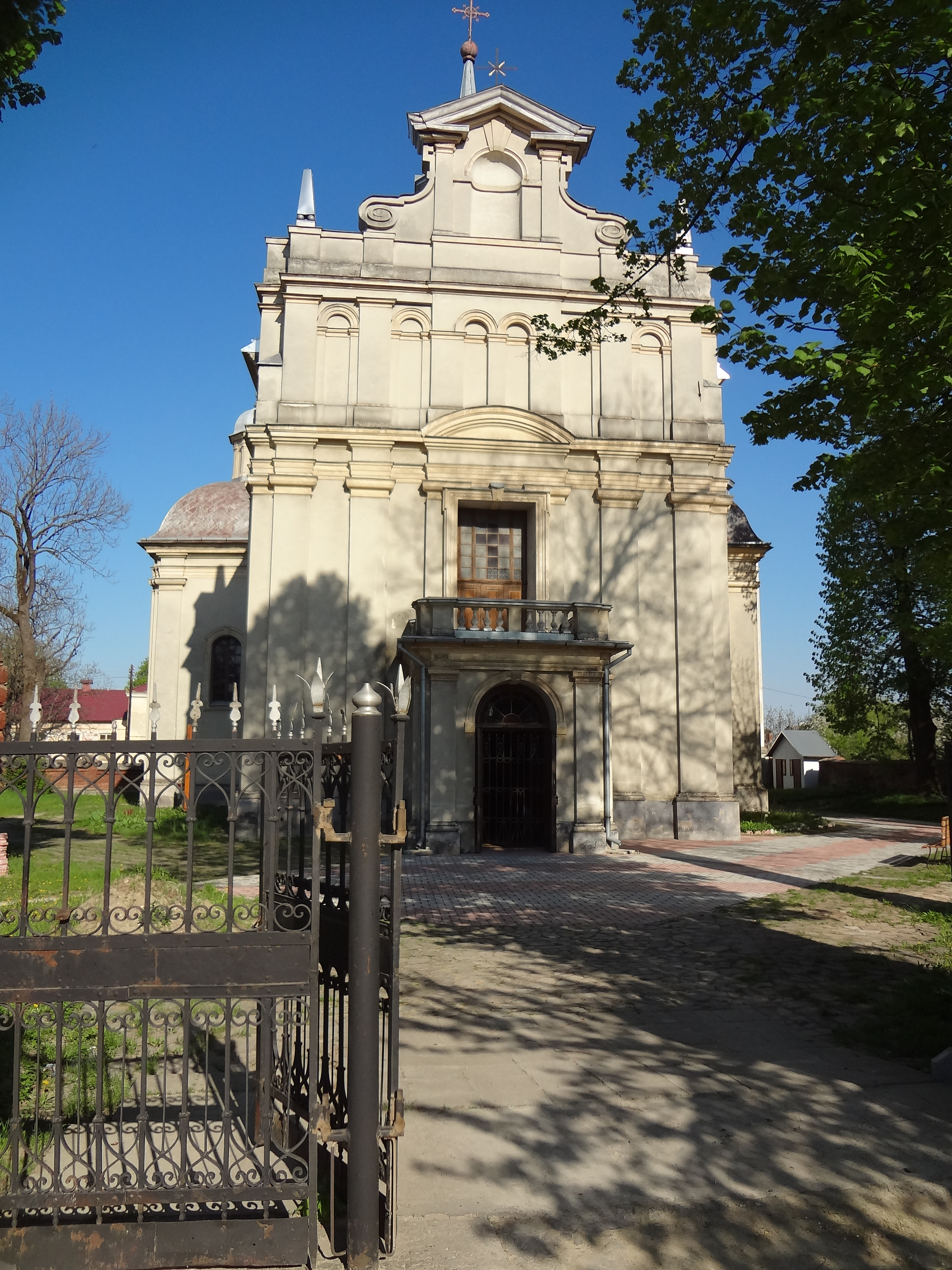
Костел Преображения Господнего
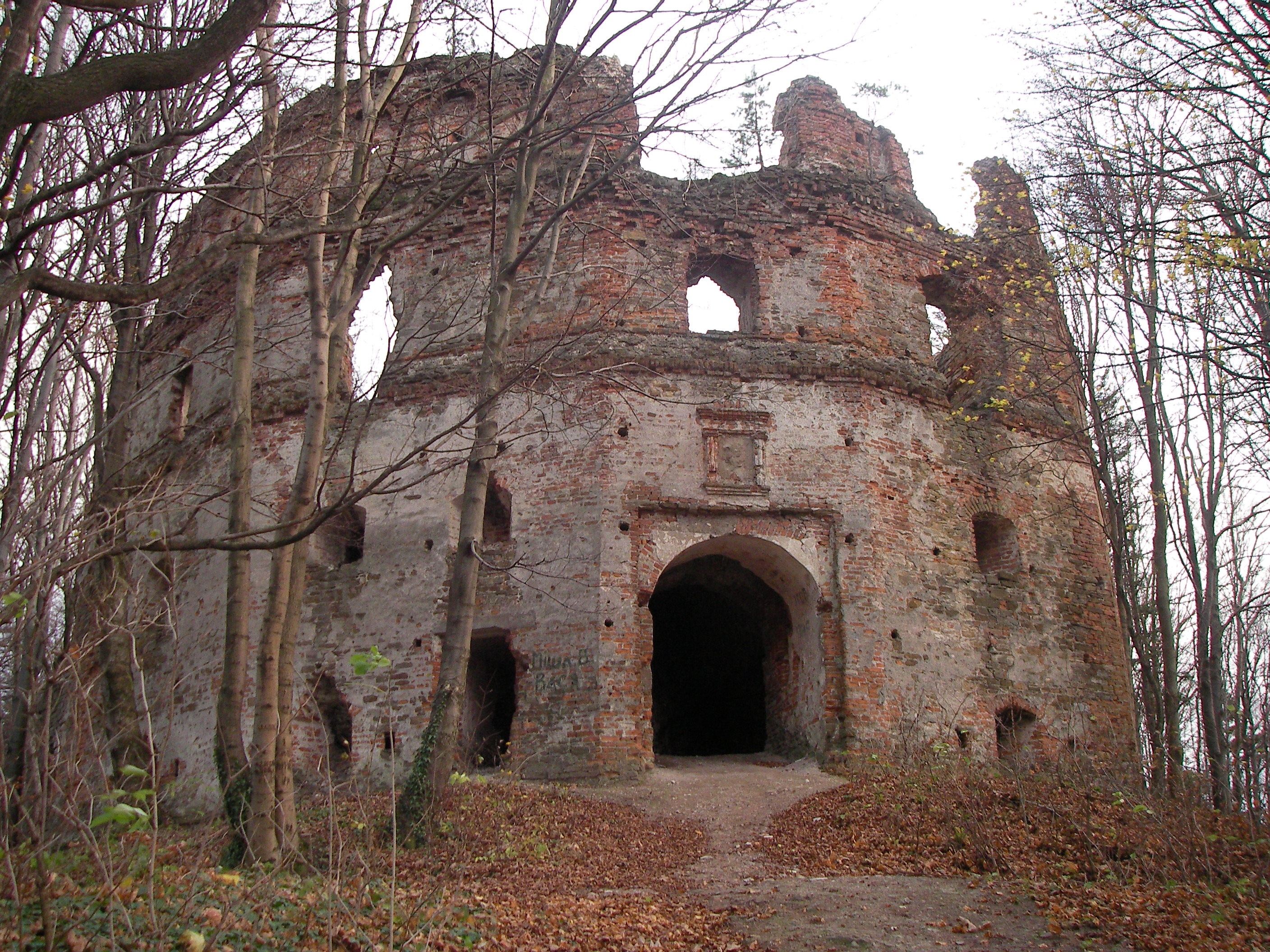
Добромильский замок
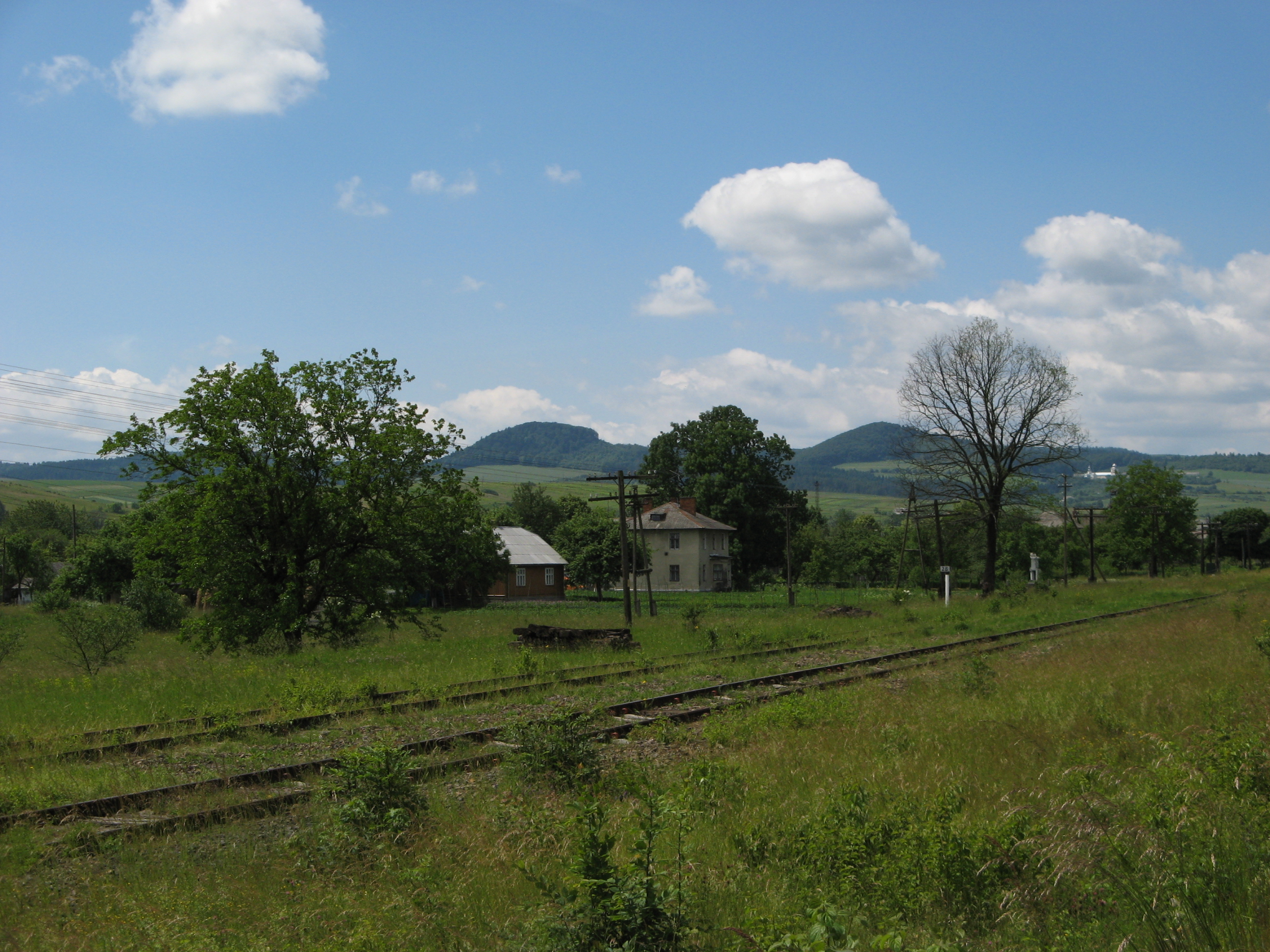
Железная дорога 1871 года в Добромиле
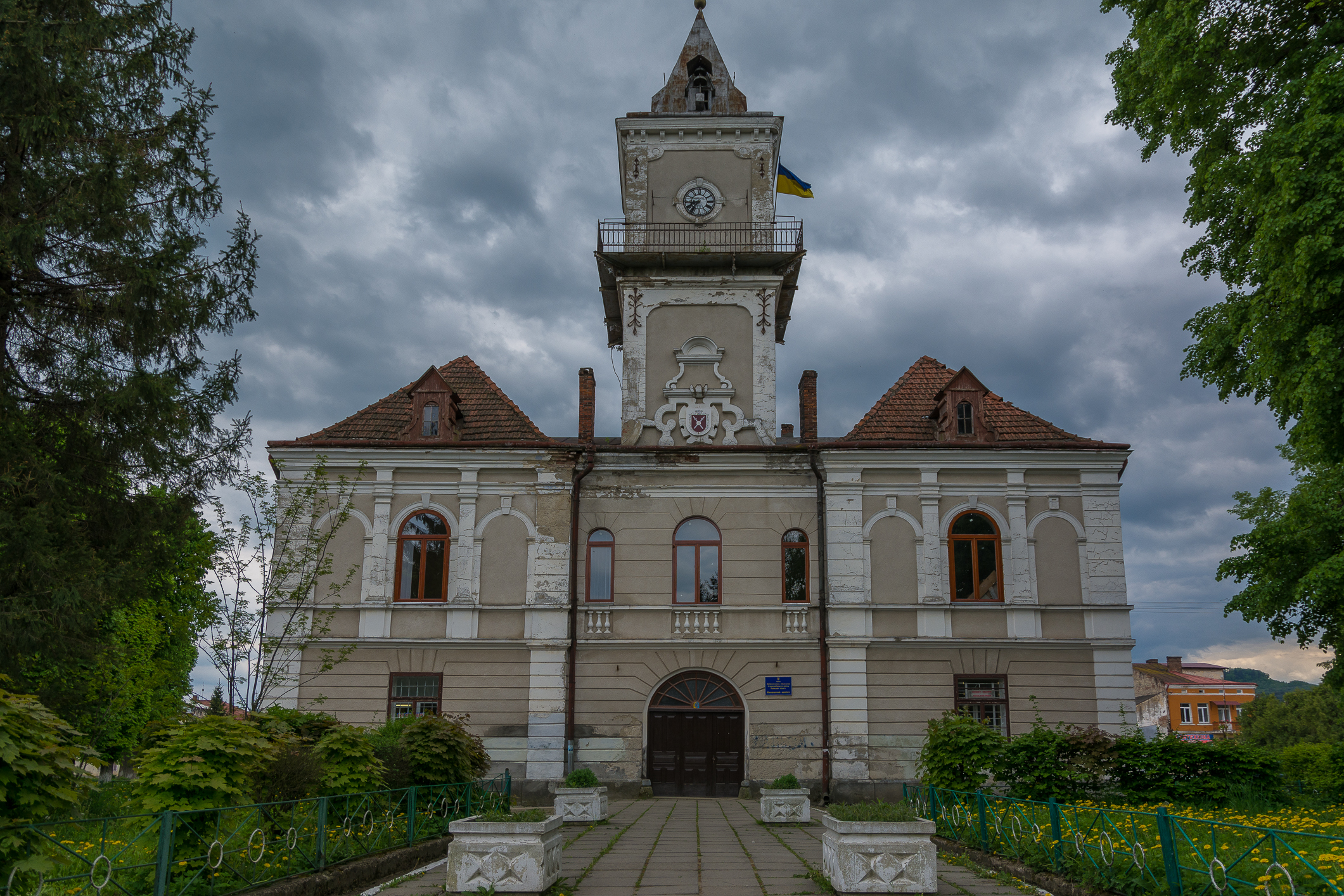
Ратуша в Добромиле

### 1920—1939
После распада Австро-Венгерской империи в 1918 году, был занят польскими войсками. С 23 декабря 1920 года до 4 декабря 1939 года в Львовском воеводстве Польской Республики. Центр Добромильского повята.
1 сентября 1939 года германские войска напали на Польшу, началась Германо-польская война 1939 года.

### 1939—1991
17 сентября 1939 года части РККА перешли восточную границу Польши и 27 октября 1939 года здесь была установлена Советская власть.
4 декабря 1939 года стал центром Добромильского уезда (с новыми органами управления; в новых границах) Дрогобычской области (Указ Президиума Верховного совета СССР от 4 декабря 1939 года).
В 1939 году получил статус города, 17 января 1940 года стал центром Добромильского района Дрогобычской области (а затем райцентром Львовской области).
22 июня 1941 года началась Великая Отечественная война. Жизнь города перестраивалась на военный лад. Перед отступлением советских войск сотрудники НКВД уничтожили в урочище Салина (Саліна) около 3600 человек, в том числе — заключённых из Перемышлянской тюрьмы.
28 июня 1941 года город был оккупирован наступавшими немецкими войсками.
С августа 1941 года в Генерал-губернаторстве гитлеровской Германии.
27 июля 1944 года в ходе Львовско-Сандомирской наступательной операции освобождён войсками 91-й танковой бригады 3-й гвардейской танковой армии 1-го Украинского фронта.
30 декабря 1962 года Добромильский район был включен в состав Старосамборского района. В начале 1970х гг. основой экономики города являлись деревообрабатывающая промышленность и пищевая промышленность (пивоваренный и хлебный заводы).
До 1980 годов близ города находился лечебный санаторий, построенный на территории урочища с соляными шахтами Салина. В урочище Салина построена часовня и памятный знак над самой шахтой.
В январе 1989 года численность населения составляла 5824 человек, крупнейшими предприятиями являлись деревообрабатывающий комбинат и комбикормовый завод.

## Население
По данным переписи 2001 года, украинцы составляли 97,10 % населения города, поляки — 1,86 %.

### Языковой состав
Родной язык населения по данным переписи 2001 года:
| Язык       | Численность, чел. | Доля     |
| ---------- | ----------------- | -------- |
| Украинский | 4 859             | 97,65 %  |
| Польский   | 72                | 1,45 %   |
| Другое     | 45                | 0,90 %   |
| Итого      | 4 976             | 100,00 % |

Украинский язык является основным и единственным официальным языком города.

## Транспорт
Находится возле узловой железнодорожной станции Хыров Львовской железной дороги.